# NewsNation Prime
『NewsNation Prime（ニュースネイション・プライム）』は、アメリカ・NewsNationで2020年9月1日に全国初放送されたテレビニュース番組。シカゴからの生放送で、同ネットワークの親会社であるネクスター・メディア・グループの下で運営されている全米110のテレビニュース事業のジャーナリズムリソースを利用している。2020年代初頭に国内でトップクラスのケーブルニュースネットワークだったCNN、MSNBC、FOXニュースチャンネルの意見ベースの番組の代替として設計された。
番組は、土曜日・日曜日の東部時間19:00〜22:00まで放送される（太平洋時間帯のプライムタイムに合わせるため、東部時間22:00〜翌1:00まで同日夜の再放送を行っている）。全国担当記者からのリポートと地元のネクスター放送局からの再パッケージされたコンテンツを組み合わせたものである。
『NewsNation Tonight』と題された1時間の深夜版があり、平日夜の東部時間23:00〜翌0:00まで放送されていた。

## 歴史
このプロジェクトの発端は、2019年10月にネクスター経営陣が視聴者調査を委託し、人々がケーブルニュースチャンネルの意見ベースの番組に不満を抱いていることを示した。それまで夕方にストレートニュース番組を放送していたCNNは、ジェフ・ザッカーの指導の下、リベラル寄りのパーソナリティベースの番組に移行し、一方MSNBC（2008年に始まったリベラルな意見/トーク番組に引き寄せられた）、保守寄りのFOXニュースとワン・アメリカ・ニュース・ネットワーク（後の2つのネットワークはどちらも保守トーク番組を使用している）は、2004年5月に『ザ・ニュース・ウィズ・ブライアン・ウィリアムズ』が打ち切りとなり、2013年10月に『フォックス・リポート』が週末限定テレビ放送に降格されて以来、プライムタイムの番組を据えることになった。
当初「Project Neutral（プロジェクト・ニュートラル）」というコードネームで呼ばれていたネクスターは、同社がトリビューン・メディアの放送及びデジタル資産（トリビューンのケーブルテレビ資産の中で唯一の完全所有資産であり、そのままネクスター資産として残っているWGNアメリカを含む）の多くを網羅する買収を完了してから4ヶ月後の2020年1月15日にこの番組を発表し、アメリカの最大50のテレビ市場におけるネクスターの放送ポートフォリオを大幅に拡大した（ロサンゼルス、シカゴ、フィラデルフィア、ヒューストンなどの主要都市の放送局を追加）。
番組は、WGNアメリカ執行副社長のショーン・コンプトンの支援を受けて、ペリー・スーク（Perry Sook）とコンプトンによって開発され、ネクスターによってシカゴ放送局WGN-TVのニュースディレクターの役割からWGNアメリカのニュース担当副社長に再任されたジェニファー・ライオンズ（Jennifer Lyons）の管理の下で行われた。元FOXニュースチャンネルのチーフでホワイトハウス副主席補佐官でもあったビル・シャインがコンサルタントとして招聘された。『NewsNation』は、WGNアメリカをプラットフォームとして利用する初の全国ニュースの取り組みであり、当時、元親会社のトリビューンの所有権の下、WGN-TVのスーパーステーションフィードとして運営されていたこのチャンネルが、1980年6月の初放送から、1990年6月にトリビューン配信のシンジケートニュース放送が終了するまで続いた、同様の形式の『インディペンデントネットワークニュース』を放送して以来である。
2020年9月の初放送で、『NewsNation』は、WGNアメリカがプライムタイムと深夜の早い時間帯の枠を占めていた取得したエンターテインメント番組と映画を置き換えた。契約が期限切れになるか、WGNアメリカのスケジュール内で割り当てられた時間枠が削減される予定だったシンジケート番組に取って代わるものであるため、『NewsNation』の開発と番組のための人員の雇用にかかるコストはネクスターにとって中立である。
番組は、アメリカにおける新型コロナウイルス感染症のパンデミックの最中に開発され、2020年の大統領選挙の直前に開始された。ネクスターは、中立性を保つために出来事を説明するために使用される言葉を監視するために「修辞学者（rhetoricians）」を雇い、また、現在殆どの場合、ケーブルテレビでは簡単に視聴できない重要な気象報道も提供している（ハリケーンやその他の重大な気象現象を除いては、特にザ・ウェザー・チャンネルは現在、プライムタイムに気象関連のエンターテインメント番組やドキュメンタリー番組を放送しており、全天候に焦点を当てたWeatherNation TVとAccuWeather Networkは有料テレビの配信が比較的限られているため）。
ネクスターは、シカゴのノースセンター地区にあるWGN-TVスタジオ施設の全面改修を含む運営の構築に2,000万ドルを費やした。『NewsNation』のスタジオは、かつては廃止された地域ケーブルニュースチャンネル「シカゴランド・テレビジョン」が占有していたスタジオ3内に建設され、番組のニュースルームは、WGN-TVのローカルニュースルームの上に、姉妹AMラジオ局WGNがかつて占有していたスペースに建てられた。同社はまた、2020年9月の開始に向けて広告に1億ドルを費やし、その中には2020年8月17日にWGNアメリカのYouTubeとFacebookプラットフォームにアップロードされた28分間の舞台裏番組が含まれており、8月29日の週末にWGNアメリカとネクスター放送局でコマーシャル無しで放映された。
過去の作品に基づいて視聴者に先入観を与えないようにするため、コンプトンとライオンズは、主に地元のテレビニュースに根ざした経験を持つジャーナリストを、アンカー、特派員、気象学者などの番組内スタッフの一部として雇用した。コンプトンは2020年6月に「ロサンゼルス・タイムズ」に対し、「我々は、意見の多いネットワークに所属していない地元のジャーナリストを雇っただけだ。なぜなら、大手3つのニュースチャンネルは全て意見があり、2つは左派、1つは右派だからだ。事実を報道し、自分の意見を言える傾向にある地方局から来てもらいたい」と語った。NewsNationは発足までにシカゴに150名を雇用し、ロサンゼルス、マイアミ、ニューヨーク市、ワシントンD.C.、ダラスに支局を設置した。番組では、地元のネクスター放送局からのリポートも使用される。ネクスターは、『NewsNation』に最初に報道する権利を与えるために、競合するネットワークからのニュース速報映像を差し控えるよう地方局に要求した。この動きにより、CNNはネクスターの197局に同社のCNN Newsourceビデオワイヤーサービスのコンテンツへのアクセスを許可するビデオ共有契約を終了させた。
最初の1ヶ月間で、視聴率は毎晩約100,000人に達し、以前にその時間帯を占めていたシンジケートの再放送と初回放送番組の視聴者数とほぼ一致した。しかし、初週のサンプリングからの落ち込みを考慮した平均視聴率は、初放送週後の2時間目と3時間目では視聴者数10万人を下回った。番組では、2020年9月22日のアンカーのジョー・ドンロンによるドナルド・トランプ大統領とのインタビューが最高視聴率を記録し、東部時間20時台の視聴者数は218,000人に達したが、その夜の3時間目では54,000人に減少した。広告主が重視する25～54歳の層の視聴率は特に低く、平均視聴者数は1万5000人で、成功していると考えられる視聴者数の6分の1にも満たない。
NewsNationは発足以来、ゲストが右傾化していることや、元FOXニュースチャンネルのチーフでホワイトハウス副主席補佐官のビル・シャインをコンサルタントとして雇用していることなどで批判されてきた。ニュースディレクターと編集長は、シャインの役割の暴露を受けて辞任した。ライオンズは、チャンネルが右傾化し、視聴率が微々たるものになるのではないかとの懸念が高まる中、3月に辞任を発表した。
2021年3月1日より、ベテランジャーナリストのアシュリー・バンフィールドが『NewsNation』の旗印の下でインタビュー番組のホストを務めるため、『NewsNation』の最後の1時間は『バンフィールド』とブランド名が変更される。WGNアメリカネットワークは「NewsNation」としてブランド変更され、東部時間18:00にニコール・バーリーがホストを務める『NewsNation Early Edition』と、東部時間19:00にジョー・ドンロンがアンカーを務める『ザ・ドンロン・リポート』という新しい番組が含まれる。2時間の『NewsNation』の放送は『NewsNation Prime』に改名される。
2021年7月19日より、番組の最初の1時間は『オン・バランス・ウィズ・リーランド・ヴィッタート（On Balance with Leland Vittert）』としてブランド化される。『NewsNation Prime』は1時間に短縮された。
直ちに発効し、番組は東部時間23:00に1時間の生放送深夜ニュース番組を追加し（最終的に『NewsNation Tonight』となった）、アンカーはマルニ・ヒューズとリーランド・ヴィッタートとなった。
2022年9月16日、番組アンカーのマーニ・ヒューズが最後の出演をした。ヒューズは、同年9月19日にデビューする『NewsNation Live』のホストを務める予定である。
2022年9月19日、ジャーナリストのエリザベス・バーガスが同年9月23日までゲストアンカーを務めた。
2022年10月3日、東部時間20:00からクリス・クオモがホストを務める新番組『クオモ（Cuomo）』に置き換えられる。『NewsNation Prime』は引き続き土曜日・日曜日の東部時間19:00〜22:00まで放送される。

## デジタルコンテンツ
テレビ放送で特集される内容に補足的なコンテンツを提供するこのデジタルプラットフォームは、「NewsNation Now」というブランド名が付けられている。このプラットフォームのアプリには、『NewsNation』の開始に伴い、数十年続いたABCニュースラジオとの提携を解消した、ネクスターが所有するシカゴのニュース/トークラジオ局WGNが制作した、ニュースサマリー（シンジケート化されたラジオニュースプロバイダーの提携局で流される最上位の全国概要と同様）と単一記事のコーナーで構成される音声更新が含まれている。
ニュース番組を宣伝するために、WGNアメリカは2020年に番組の生放送と再放送のライブストリームへの無制限のアクセスを視聴者に提供した。プロモーション期間後は、ケーブル、衛星、有線スタイルのIPTVプロバイダーを通じてWGNアメリカを受信している加入者は、プロバイダーログインを介してのみ番組にアクセスできる。既にAT&T TV Nowで、WGNアメリカは2021年1月に、YouTube TV、Sling TV、Hulu、FuboTVを含む殆どの仮想MVPDサービスに追加された。2020年9月下旬、WMYT-TV/シャーロットやKAUT-TV/オクラホマシティなどのネクスターが運営する一部のマイネットワークTVと独立局が、『NewsNation』の最初の1時間のプレビュー同時放送の提供を開始した。

## 放送スタッフ

### 注目の現在の出演者
- ダン・エイブラムス（英語版） - 平日夜の『ダン・エイブラムス・ライブ（英語版）』ホスト（元MSNBC）
- アシュリー・バンフィールド（英語版） - 平日夜の『バンフィールド』ホスト（元ABCニュース、CNN、HLN、MSNBC、NBCニュース）
- エイドリアン・バンカート（Adrienne Bankert） - 全国担当記者/朝の『モーニング・イン・アメリカ（英語版）』アンカー[36]（元KCRA-TV、KTVT、ABCニュース）
- ニコール・バーリー（Nichole Berlie） - 平日夜の『NewsNation Rush Hour』アンカー[37]（元WCVB-TV）
- ケリー・ビーソン（Keleigh Beeson） - 全国担当記者（元KMBC-TV）
- アレクサンドラ・ブッシュ（Aleksandra Bush） - 『NewsNation Now』アンカー/プロデューサー（元WGHP（英語版））
- アレックス・カプラリエッロ（Alex Caprariello） - 『モーニング・イン・アメリカ』西海岸担当記者（元KXAN-TV（英語版）、KNWA-TV（英語版））
- ドレイ・クラーク（Dray Clark） - 全国担当記者（元ブラック・ニュース・チャンネル（英語版））
- トム・デンプシー（Tom Dempsey） - ワシントンD.C.担当記者（元WHSV-TV（英語版））
- イレアナ・ディアス（Ileana Diaz） - 『モーニング・イン・アメリカ』マイアミ担当記者（元KNBC（英語版）、WUSA、KYW-TV）
- ブライアン・エンティン（Brian Entin） - 全国担当上級記者（元WSVN）
- スローン・グラス（Sloane Glass） - 『モーニング・イン・アメリカ』エンターテイメント記者（元WAGA-TV（英語版））
- アリソン・ハリス（Allison Harris） - ホワイトハウス担当記者[38]（元KDFW（英語版））
- マルニ・ヒューズ（Marni Hughes） - 平日の『NewsNation Live』アンカー（元KCPQ（英語版））
- マーリー・ケイデン（Marley Kayden） - ビジネス担当記者（元WGN-TV、WMAQ-TV）
- ジョー・カリル（Joe Khalil） - キャピトル・ヒル担当リポーター（元WLNS-TV（英語版））
- ケルシー・カーンスタイン（Kelsey Kernstine） - シカゴ担当記者（元KWTV-DT（英語版））
- エヴァン・ランバート（Evan Lambert） - ワシントンD.C.兼政治担当記者（元WTTG）
- ナンシー・ルー（英語版） - 西海岸支局記者[39]（元WGN-TV、WFLD（英語版）、WABC-TV）
- リッチ・マクヒュー（Rich McHugh） - 調査担当記者（元FOXニュース、MSNBC、ABCニュース、NBCニュース）
- アーロン・ノーラン（Aaron Nolan） - 『モーニング・イン・アメリカ』中南部担当記者（元KARK-TV）
- ケリー・マイヤー（Kellie Meyer） - ワシントン担当記者（元WENY-TV（英語版））
- マーキー・マーティン（Markie Martin） - ダラス支局記者（元KOCO-TV）
- トム・ネゴバン（Tom Negovan） - ニューヨーク市支局記者（元WGN-TV、KYW-TV）
- ブルック・シェイファー（Brooke Shafer） - マイアミ担当記者（元WFOR-TV）
- ロバート・シャーマン（Robert Sherman） - 外国特派員（元FOXニュース）
- ニック・スミス（Nick Smith） - 『モーニング・イン・アメリカ』中西部担当記者（元WTTG、WTVD）
- リーランド・ヴィッタート（英語版） - 全国担当記者/平日夜の『オン・バランス・ウィズ・リーランド・ヴィッタート』アンカー[40]（元FOXニュース）
- ナターシャ・ズーベス（英語版） - 週末アンカー/記者（元KGO-TV）

### 著名な過去の出演者
- フェリシア・ボルトン（Felicia Bolton）
- ミッチ・カー（Mitch Carr
- エリザベス・チュムラク（Elizabeth Chmurak）
- ジョー・ドンロン（Joe Donlon）（現：WBBM-TV）[41]
- ジャネル・フォルテ（Janel Forte）
- ポール・ガーケ（Paul Gerke）
- ジェラルド・ジェバイリー（Gerard Jebaily）（現：WBBM-TV）
- アシュリー・ケッツ（Ashley Ketz）
- ロブ・ネルソン（現：Newsy）[42]
- アルバート・ラモン（Albert Ramon）（現：WBBM-TV）[43]
- ディーン・レイノルズ（Dean Reynolds）[44]
- ルダベ・シャバジ（Rudabeh Shahbazi）
- マイケル・シューア（英語版）
- ジ・ソクイ（Ji Suk Yi）